# Gunnel Beckman
Gunnel Märta Lisa Beckman, född Torulf 16 april 1910 i Falköping, död 3 december 2003 i Solna församling, var en svensk författare.
Beckman, som var dotter till rådman John Torulf och Willy Wiedesheim-Paul, blev filosofie kandidat vid Lunds universitet 1932 och var medarbetare i Morgontidningen i Göteborg 1932–1940. Hon var nämndeman 1967–1980 och styrelseledamot i Barn- och ungdomsrådet 1975–1980. Hon är främst känd för sina realistiska ungdomsromaner. Tillträde till festen bröt ett tabu genom att skildra en tonårsflicka som fått veta att hon har en dödlig sjukdom. Både i den boken och i böckerna om Mia (Tre veckor över tiden och Våren då allting hände) tar författaren upp kvinnofrågor. Hennes böcker har översatts till norska, danska, finska, holländska, tyska, spanska, franska, isländska och engelska.
Gunnel Beckman var från 1933 gift med Birger Beckman. De fick barnen Staffan Beckman (född 1934), Björn Beckman (1938–2019), Ingar Beckman (född 1941), Svante Beckman (född 1945) och Suzanne Beckman (född 1951).

## Valda verk
- Medan katten var borta, 1960
- Unga fröken Tova, 1961
- Visst gör det ont, 1963
- Misstänkt, 1965
- Flickan utan namn, 1967
- Tillträde till festen, 1969
- Försöka att förstå, 1971
- Tre veckor över tiden, 1974
- Våren då allting hände, 1974
- Ett slag i ansiktet, 1976
- Oskuld, 1978
- Det här med kärlek, 1979
- Våld, 1980
- Att trösta Fanny, 1981
- Branden, 1983
- På vandring i Falköping - nu och då, 1992

## Priser och stipendier
- Sveriges författarfonds arbetsstipendium 1966 och 1972
- Bonniers barnboksstipendium 1969
- Litteraturfrämjandets stipendium 1969 och 1973
- Nils Holgersson-plaketten 1975
- Sveriges författarfonds premium 1976
- Solna kulturstipendium 1978